# Baliomorpha banksi
Baliomorpha banksi är en nattsländeart som först beskrevs av Mosely in Mosely och Douglas E. Kimmins 1953.  Baliomorpha banksi ingår i släktet Baliomorpha och familjen ryssjenattsländor. Inga underarter finns listade i Catalogue of Life.